# 聯合國軍攻入北韓
聯合國軍攻入北韓（英語：UN offensive into North Korea）是聯合國軍1950年9月反攻後的進攻行動，在朝鮮人民軍持續潰敗的情況下，聯合國軍決定繼續追擊朝鮮民主主義人民共和國。一個月內，聯合國軍逼近鴨綠江，促使中華人民共和國派遣中國人民志願軍介入戰爭。